# Котков, Никола
Никола Котков (болг. Никола Котков; 9 декабря 1938, София, Третье Болгарское царство — 30 июня 1971, Витиня, Болгария) — болгарский футболист, игравший на позиции нападающего. Футболист года в Болгарии (1964). Заслуженный мастер спорта Болгарии (1967).
Выступал за клубы «Локомотив» (София) и «Левски», а также национальную сборную Болгарии, в составе которой был участником чемпионата мира 1966 года.

## Клубная карьера

### Ранние годы
Родился 9 декабря 1938 года в городе София по соседству с локомотивным депо. Его отец работал слесарем на железной дороге. В школьные годы играл занимался в секции футбола клуба «Локомотива» (София). После окончания школы высшее образование получил в железнодорожном институте в Софии.

### «Локомотив» (София)
Взрослую футбольную карьеру начал в 1956 году в основной команде клуба. Всего провёл в составе железнодорожников двенадцать сезонов, приняв участие в 276 матчах чемпионата и стал одной из легенд клуба. Большинство времени, проведённого в составе софийского «Локомотива», был основным игроком атакующего звена команды и одним из главных бомбардиров команды, имея среднюю результативность на уровне 0,52 гола за игру первенства, выиграв в сезоне 1963/64 чемпионский титул.
Дебютировал в европейских турнирах 10 сентября 1964 в матче на национальном стадионе Василий Левски против шведского «Мальме» в Кубке европейских чемпионов, забив 5 голов, а «Локомотив» победил со счётом 8: 3. Всего сыграл в турнире 4 матча, в которых забил 7 голов — ещё два гола забил в следующем туре против венгерского «Вашаша».
В 1967/68 годах Котков забил 28 голов в группе А, установив таким образом клубный рекорд «Локомотива» для результативности игрока в национальном первенстве, однако в общенациональном списке бомбардиров остался на втором месте после Петара Жекова из «Берое». Всего Котков провёл 276 матчей за «железнодорожников» в элите, в которых забил 142 гола.

### ЖСК «Славия»
После объединения «Локомотива» (София) с «Славией» в январе 1969 года Котков вошёл в состав новой команды ЖСК «Славия», за которую до конца сезона 1968/69 он провёл 12 матчей и забил 2 гола в группе А.

### «Левски»
Летом 1969 года Котков перешёл в «Левски» . Многие источники утверждают, что было две причины перехода. С одной стороны он не был согласен с объединением клубов «Локомотив» и «Славия», а с другой стороны, у него было большое желание играть рядом с Георгием Аспаруховым, с которым они были очень дружны при жизни. В сезоне 1969/70 годов они сделали с командой «золотой дубль», а Котков провёл 25 матчей в чемпионате и забил 14 голов.
Всего за два года в команде Котков провёл 47 игр и отличился 25 голами за «Левски» — 36 игр из 18 голами в «А» группе, 4 игры с 4 голами в Кубке и 7 игр с 3 голами в европейских турнирах. Последний матч за команду провёл против ЦСКА 28 июня 1971 года, а титул обладателя Кубка, который клуб получил менее чем за два месяца, Котков получил уже посмертно.

## Выступления за сборные
В составе юношеской сборной Болгарии (U-18) Котков стал победителем домашнего юношеского чемпионата Европы 1959 года. Позже выступал в молодёжной сборной, за которую принял участие в 7 играх, отметившись 5 забитыми голами. В 1962—1968 годах защищал цвета второй сборной Болгарии. В составе этой команды провёл 10 матчей, забил 8 голов.
30 сентября 1962 года дебютировал в официальных матчах в составе национальной сборной Болгарии в товарищеском матче против Польши (1:2). В составе сборной был участником чемпионата мира 1966 года в Англии, сыграв лишь в одном матче против Венгрии (1:3). Всего в течение карьеры в национальной команде, которая длилась 9 лет, провёл в её составе 26 матчей, забив 12 голов.

## Смерть
Котков погиб 30 июня 1971 года вместе со своим другом и партнёром по «Левски» и сборной Георгием Аспаруховым в автокатастрофе на перевале Витиня в Балканских горах на пути в Врацы. Автомобиль «Альфа Ромео», за рулём которого был Аспарухов, двигаясь на большой скорости по главной дороге, врезался в грузовик.
Около 150 000 человек приняли участие в похоронах двух игроков. Массовые похороны Аспарухова и Коткова вызвали беспокойство в правительстве и привели к отставке министра внутренних дел Ангела Солакова, который был неформальным куратором «Левски» и 13 июля стал основным организатором похорон погибших в автокатастрофе болгарских футболистов.

## Титулы и достижения

### Командные
- Чемпион Болгарии (2):

«Локомотив» (София) : 1963/64
«Левски» : 1969/70
- Обладатель Кубка Болгарии (2):

«Левски» : 1969/70, 1970/71

### Личные
- Футболист года в Болгарии : 1964